# Broglie (Eure)
Broglie település Franciaországban, Eure megyében. Lakosainak száma 1035 fő (2022. január 1.). Broglie Chamblac, La Chapelle-Gauthier, Ferrières-Saint-Hilaire, Grand-Camp és Saint-Aubin-du-Thenney községekkel határos.

## Népesség
A település népességének változása:
| Lakosok száma | 1051 | 1126 | 1168 | 1111 | 1096 | 1095 | 1057 | 1024 | 1013 | 1035 |
|               | 1968 | 1982 | 1990 | 2006 | 2013 | 2015 | 2017 | 2019 | 2020 | 2022 |